# Östra Karaby landskommun
Östra Karaby landskommun var en tidigare kommun i dåvarande Malmöhus län.

## Administrativ historik
Kommunen bildades i Östra Karaby socken i Onsjö härad i Skåne när 1862 års kommunalförordningar trädde i kraft.
Vid kommunreformen 1952 uppgick kommunen i Marieholms landskommun som upplöstes 1971 då denna del uppgick i Eslövs kommun.